# Чентало
Чентало (итал. Centallo) је насеље у Италији у округу Кунео, региону Пијемонт.
Према процени из 2011. у насељу је живело 3939 становника. Насеље се налази на надморској висини од 425 м.

## Становништво
Према резултатима пописа становништва 2011. у општини је живело 6.817 становника.
| 1936. | 1951. | 1961. | 1971. | 1981. | 1991. | 2001. | 2011. |
| ----- | ----- | ----- | ----- | ----- | ----- | ----- | ----- |
| 5.098 | 5.124 | 4.465 | 4.715 | 5.512 | 5.846 | 6.209 | 6.817 |